# Euvrilletta serricornis
Euvrilletta serricornis är en skalbaggsart som beskrevs av White 1973. Euvrilletta serricornis ingår i släktet Euvrilletta och familjen trägnagare. Inga underarter finns listade i Catalogue of Life.